# Rosenthal (Hesse)
Rosenthal é um município da Alemanha, situado no distrito de Waldeck-Frankenberg, no estado de Hesse. Tem 51,54 km² de área, e sua população em 2019 foi estimada em 2.165 habitantes.